# Tysaaszwań
Tysaaszwań (ukr. Тисаашвань) – wieś na Ukrainie. Należy do rejonu użhorodzkiego w obwodzie zakarpackim i liczy 852 mieszkańców, w 95% Węgrów.
Znajduje tu się przystanek kolejowy Mineralne, położony na linii Lwów – Stryj – Czop.